# هاپ سنگ
هاپ سنگ (انگلیسی: Hup Seng) شرکت صنایع غذایی مالزیایی است، که در سال ۱۹۷۴ تأسیس شد.